# ドローン・メタル
ドローン・メタル (Drone Metal)は、ヘヴィメタルのサブジャンルの一つ。

## 概要
ドゥームメタルのゆっくりとしたテンポとヘヴィネスなどの特徴と、ドローン・ミュージックの長時間保続される音(ドローン) などの特徴を組み合わせた音楽ジャンル。ドローン・ドゥームやパワー・アンビエントなどと呼ばれることもあり、ポストメタルやエクスペリメンタル・メタルと関連付けられることもある。

## 特徴
ヴォーカルが入る場合は、グロウルヴォイスのことが多い。大抵、ギターはリバーブを大量にかけたり、フィードバックを鳴らしながら演奏される。また、ビートやリズムに欠けたものが多く、非常に長い曲構成となっているのが基本である。小説家のJohn Wrayはニューヨーク・タイムズの紙面で、「ドローン・メタルのライヴを見るのは、地震が起きている真っ只中でインドのラーガを聞くようなものだ」と例えている。また、Wrayは「(ドローン・メタルよりも)重くて、ついでに言えば、遅い音楽を想像するのは難しい」とも述べている。
Sunn O))) というドローン・メタルのパイオニアは、音響彫刻との親和性を持っている。Jan Tumlirは彼らの音楽性について、「ブラウニアンノイズと呼ばれる、サブ・ベースの持続的な低周波数の轟音」といった表現をしている。Sunn O)))のメンバーであるグレッグ・アンダーソンは、この轟音は観客をリラックスさせることを意図したものだといい、「低周波音をある一定以上のヴォリュームで演奏すると、聴衆を瞑想状態やトランス状態へと誘うことができるんだと思う」と述べている。また、アンダーソン自身も演者として、ドローンメタルをただ耳で聴くのではなく、己の肉体全部で感じているという。

## 歴史

### 1990年代

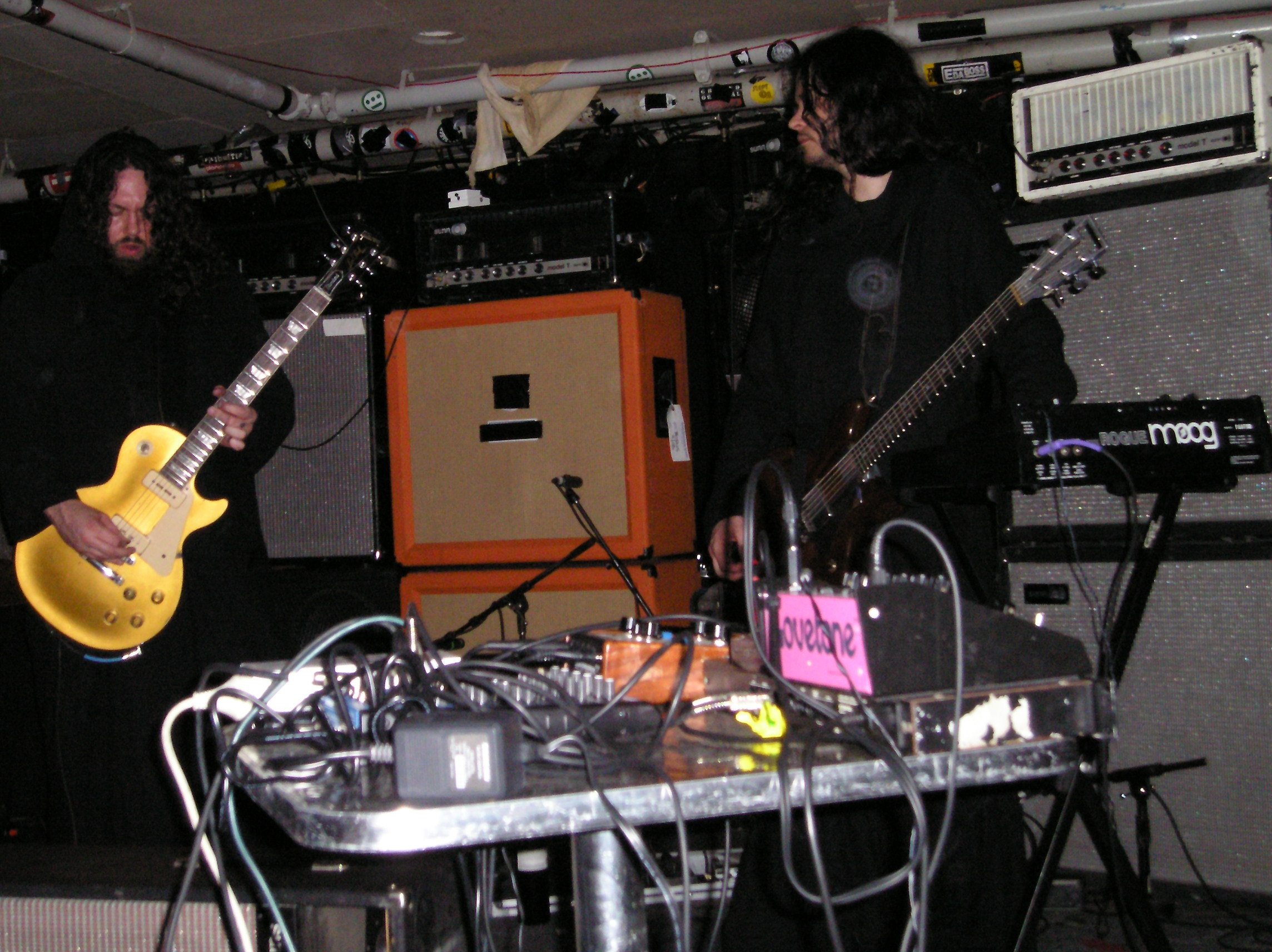
ライヴをするSunn O)))。2006年、The Middle Eastにて。

ドローン・メタルは、1990年に結成されたシアトルのメタルバンドアースによって確立されたといえるが、当時から「ミニマリスト・ポスト・グランジ」の名でも呼称されてきた。アースはメルヴィンズのようなスラッジ・メタルと、ラ・モンテ・ヤングのようなミニマル・ミュージックから主なインスピレーションを得ていた。5年後に同じくシアトルで結成されたスティーヴン・オマリーのバンドバーニング・ウィッチも、これと同じスタイルを取り、そこに一風変わったヴォーカルやフィードバックの要素を取り入れている。オマリーの後続グループ、Sunn O)))はもともとアースへのトリビュートバンドとして組まれたものだったが、このジャンルの今日におけるスタイルを確立したバンドとなった。ゴッドフレッシュも多くのバンドに影響を与えている。東京都出身のBORISも、大阪府出身のCorrupted同様、シアトルのバンドと同時期にドローンメタルのスタイルを発展させた。

### 2000年代
ナジャ(トロント)、イェスー(イギリス)、ブラック・ボーンド・エンジェル(ウェリントン)、カネイト (ニューヨーク)、Ocean(ポートランド)、Growing(ニューヨーク)、KTL(ワシントン/ロンドン)、Ascend、Eagle Twin(アメリカ合衆国)、Teeth of Lions Rule the Divine(ノッティンガム)、Conan(リヴァプール)、Moss(サウスハンプトン)らは、21世紀初頭に結成された傑出したドローンメタルバンドである。Kevin DrummやOren Ambarchiのようなノイズミュージシャンもこのスタイルで活動していた。また、Rhys Chatham’s EssentialistはRhys Chathamという一人の年配の作曲家によるドローンメタルへの貢献だと見ることができる。彼のプロジェクトは、「ヘヴィメタルを基本的なコード進行にまで分解し、ヘヴィメタルのアプリオリな本質に到達しようとする」試みだといえる。

## 他ジャンルの芸術作品との関係
Sunn O)))のスティーヴン・オマリーは、アーティストバンクス・ヴァイオレットのインスタレーション作品とコラボレーションを行っている。Tumlirはロバート・ラウシェンバーグをこうした試みの先例としてあげている。しかし、ヴァイオレットは、ドローン・メタルは「音響的な現象であると同時に、生理学的な現象」でもあると指摘し、音楽としてただ美的に経験するものではなく、身体的に経験するものにまでなっているという。そして、これはインスタレーション作品が美的にただ観賞するものではなく、その空間で身体的に経験する芸術作品であることと同じ問題意識になっていると主張する。オマリーはまた、コーマック・マッカーシーとリチャード・セラを高く評価している。
Rhys Chathamが主導する5人組プロジェクトRhys Chatham's Essentialistは、ロバート・ロンゴによる映像作品をバックにライヴを行っている。ジム・ジャームッシュの2009年の映画『リミッツ・オブ・コントロール』では、ドローンメタルバンドの音楽が数多く使用されている。ジャームッシュは、「私はドローンメタルが作り出すような視覚風景が大好きなんです。映画を作るのにいい刺激を与えてくれるんですよね・・・、作品を作ってる時は、私がどんな世界を想像するにしてもインスピレーションを与えてくれるような音楽を聴くことにしてるので。BORISやSunn O)))、アースの音楽は、私の頭の中にある情景を見つけるのに本当に役立ちましたね。」と述べている。